# Йоланда Хадід
Йоланда Хадід (англ. Yolanda Hadid, нар. 11 січня 1964, Папендрехт, Нідерланди) — американська телевізійна особа голландського походження та колишня модель. Найбільш відома як зірка американського реаліті-шоу «Справжні домогосподарки з Беверлі-Хіллз». Вона є матір'ю моделей IMG Джіджі, Белли та Анвара Хадід.

## Біографія
Йоланда ван ден Герік народилася і виросла в Папендрехті, Південна Голландія, в родині християнського походження. У неї є брат на ім'я Лео. Коли їй було сім років, її батько загинув в автомобільній катастрофі, через що її мати, Анс ван ден Герік (1941–2019), залишилася сама виховувати двох дітей.

## Кар'єра
Голландський дизайнер Франс Моленаар попросив ван ден Геріка замінити одну зі своїх моделей на показі, де її виявила Ейлін Форд і підписала контракт з Ford Models. Пізніше ван ден Герік працювала моделлю в Парижі, Мілані, Сіднеї, Кейптауні, Токіо, Нью-Йорку, Лос-Анджелесі та Гамбурзі. Вона була моделлю 15 років, перш ніж захотіла оселитися та створити сім’ю. У 1994 році ван ден Герік переїхала до Лос-Анджелеса, щоб створити сім'ю після знайомства з Мохамедом Хадідом і виходу заміж за нього.
11 січня 2018 року на Lifetime відбулася прем’єра її реаліті-шоу, яке було розроблено під робочою назвою «Model Moms».

## Особисте життя
Перший шлюб Ван ден Герік був з Мохамедом Хадідом, забудовником, з 1994 по 2000 рік У пари є троє дітей: Джіджі, Ізабелла «Белла» та Анвар.
Ван ден Герік вийшла заміж за музиканта, композитора та продюсера Девіда Фостера в Беверлі-Гіллз, штат Каліфорнія, 11 листопада 2011 року після заручин напередодні Різдва 2010 року.
1 грудня 2015 року Хадід оголосила, що вона та Девід Фостер планують розлучитися. Розлучення було завершено 16 жовтня 2017 року.
Вона була натуралізована громадянка США з 23 травня 2013 року.
У травні 2020 року Хадід оголосила, що має стосунки з генеральним директором будівельної та девелоперської компанії Jingoli Джозефом Джінголі. Вони оголосили про заручини в серпні 2024 року.
У жовтні 2021 року партнер Джіджі Зейн Малік подав прохання про відсутність оскарження за чотирма звинуваченнями в домаганнях з боку Хадід і був засуджений до 360 днів умовно.
Хадід неодноразово заявляла в «Справжніх домогосподарках Беверлі-Хіллз» та інших місцях, що у неї є симптоми, пов’язані з хронічною хворобою Лайма, дискредитованим діагнозом, який не має наукового підтвердження.
У грудні 2012 року Хадід повідомила, що їй в руку імплантують порт, щоб допомогти лікувати, як вона заявила, хронічний Лайм. У квітні 2013 року їй видалили порт. У січні 2015 року вона розповіла, що внаслідок хвороби, яку на думку Хадід вона має вона «втратила здатність читати, писати або навіть дивитися телевізор». Хадід також стверджувала, що двоє її дітей також мають хронічну хворобу Лайма.
Мемуари Хадід «Повір мені: моя боротьба з невидимою інвалідністю хвороби Лайма» були опубліковані в 2017 році.